# Cratere Malinkin
Malinkin è un cratere lunare di 8,28 km situato nella parte sud-orientale della faccia visibile della Luna.